# Шурньяк
Шурнья́к (фр. Chourgnac) — коммуна во Франции, находится в регионе Аквитания. Департамент — Дордонь. Входит в состав кантона От-Перигор-Нуар. Округ коммуны — Перигё.
Код INSEE коммуны — 24121.

## География

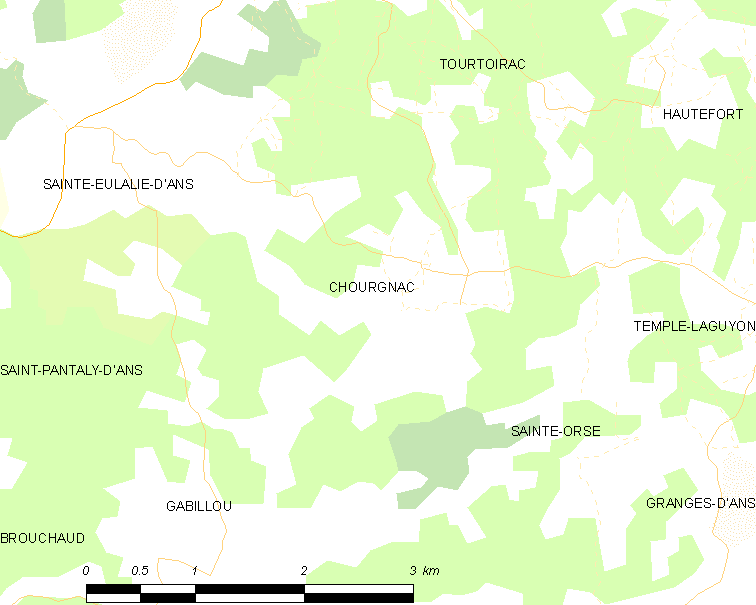
Карта коммуны

Коммуна расположена приблизительно в 420 км к югу от Парижа, в 140 км восточнее Бордо, в 28 км к востоку от Перигё.

### Климат
Климат умеренный океанический со средним уровнем осадков, которые выпадают преимущественно зимой. Лето здесь долгое и тёплое, однако также довольно влажное, здесь не бывает регулярных периодов летней засухи. Средняя температура января — 5 °C, июля — 18 °C. Изредка вследствие стечения неблагоприятных погодных условий может наблюдаться непродолжительная засуха или случаются поздние заморозки. Климат меняется очень часто, как в течение сезона, так и год от года.

## Население
Население коммуны на 2010 год составляло 72 человека.
| 1962 | 1968 | 1975 | 1982 | 1990 | 1999 | 2010 |
| ---- | ---- | ---- | ---- | ---- | ---- | ---- |
| 113  | 94   | 71   | 72   | 71   | 56   | 72   |

## Администрация
| Период | Период | Фамилия          | Партия                  | Примечания    |
| ------ | ------ | ---------------- | ----------------------- | ------------- |
| ?      | 1971   | Рене Флажа       |                         |               |
| 1971   | 1992   | Морис Флажа      |                         |               |
| 1992   | 1995   | Поль Дюма        |                         |               |
| 1995   | 1996   | Ги Кудерк        |                         |               |
| 1996   | 2008   | Жильбер Мурно    |                         |               |
| 2008   | 2013   | Анник Керуа-Дюма | Социалистическая партия | преподаватель |
| 2013   | 2020   | Патрисия Флажа   |                         | землевладелец |

## Экономика
В 2010 году среди 35 человек трудоспособного возраста (15-64 лет) 22 были экономически активными, 13 — неактивными (показатель активности — 62,9 %, в 1999 году было 63,9 %). Из 22 активных жителей работали 20 человек (14 мужчин и 6 женщин), безработных было 2 (2 мужчин и 0 женщин). Среди 13 неактивных 2 человека были учениками или студентами, 6 — пенсионерами, 5 были неактивными по другим причинам.

## Достопримечательности
- Церковь Св. Сульпиция (XVIII век)[5]

## Города-побратимы
- Анс (Бельгия, с 1999)

## Фотогалерея

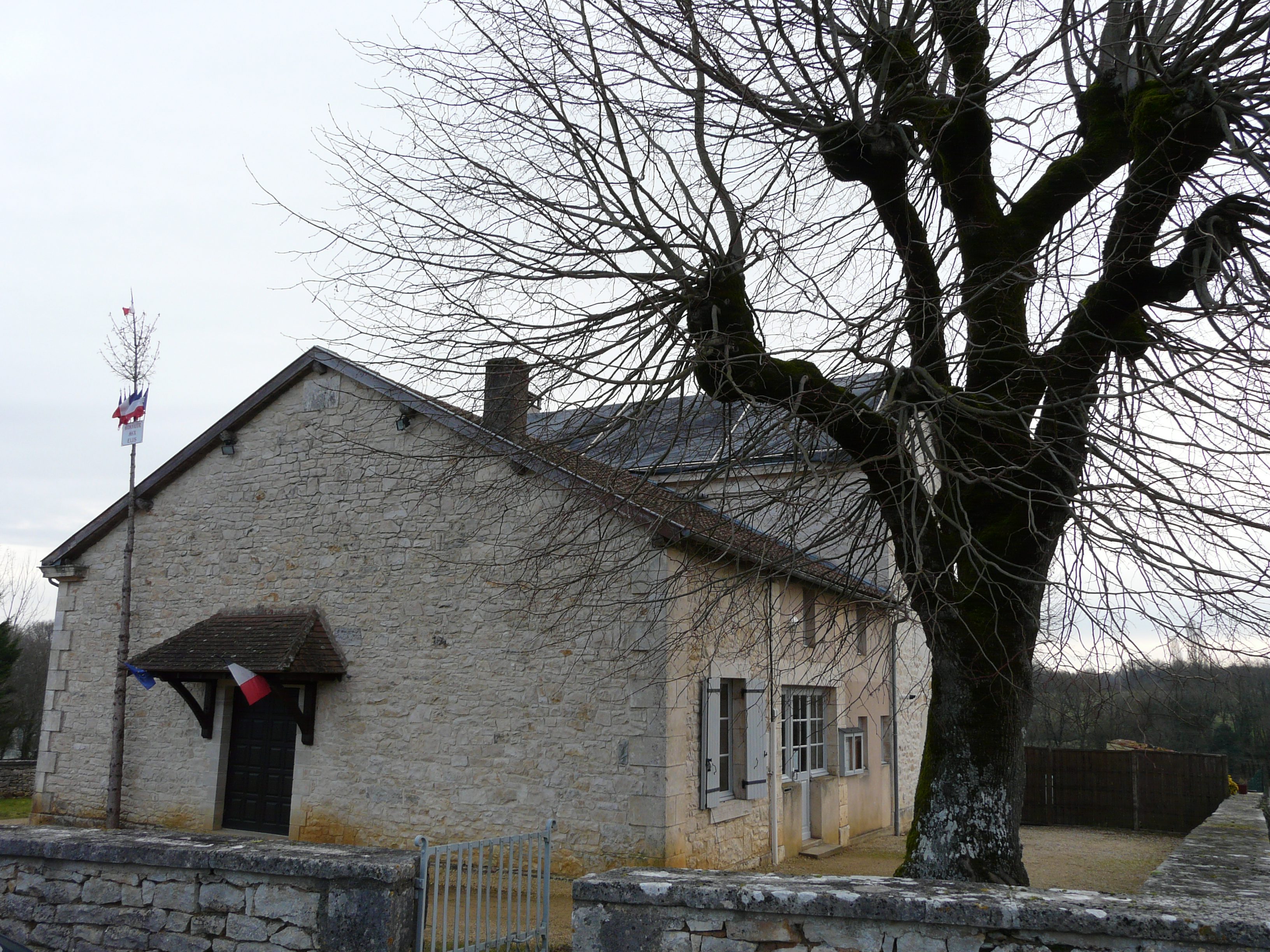
Мэрия
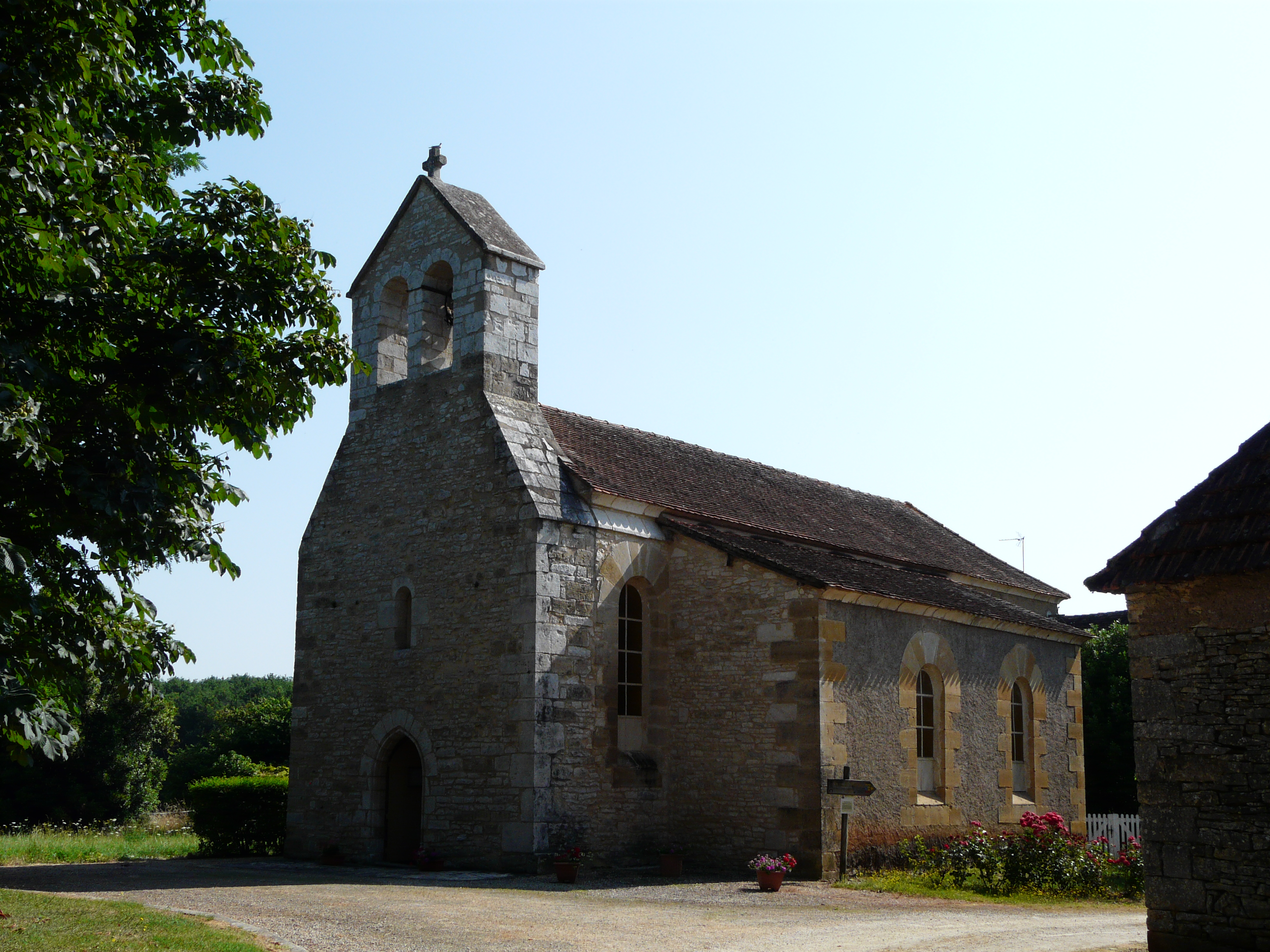
Церковь Св. Сульпиция
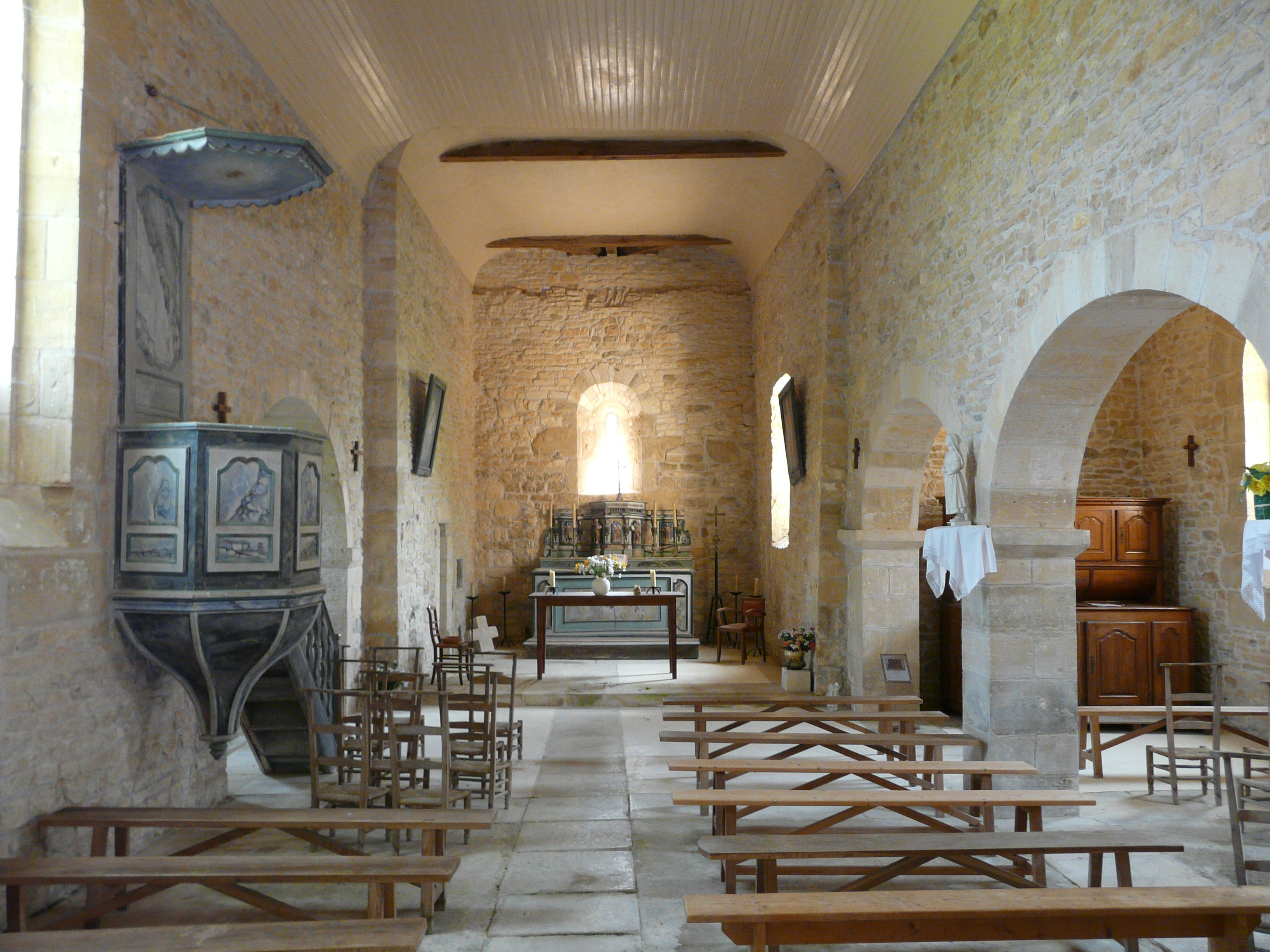
Интерьер церкви Св. Сульпиция
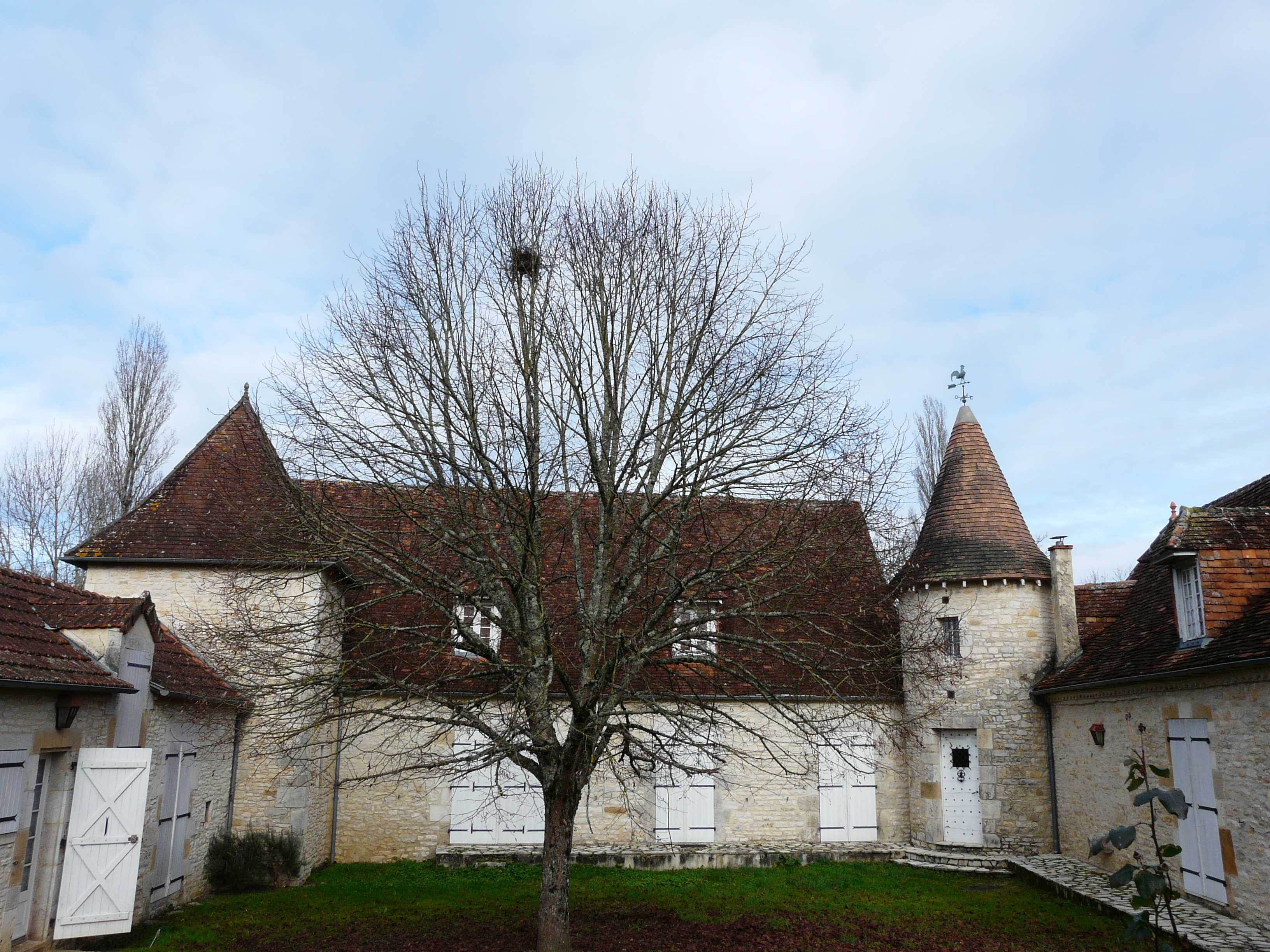
Картезианский монастырь
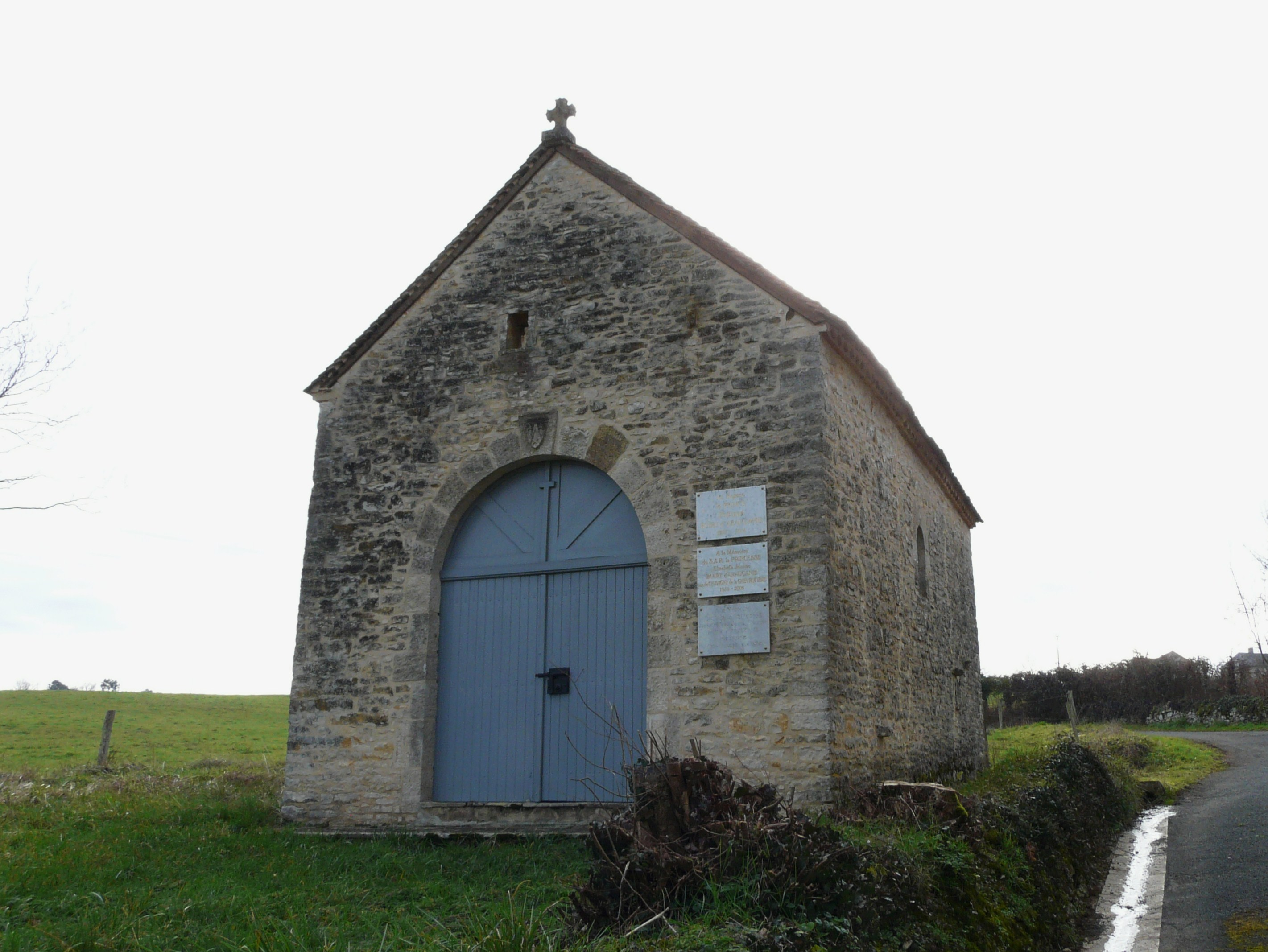
Часовня
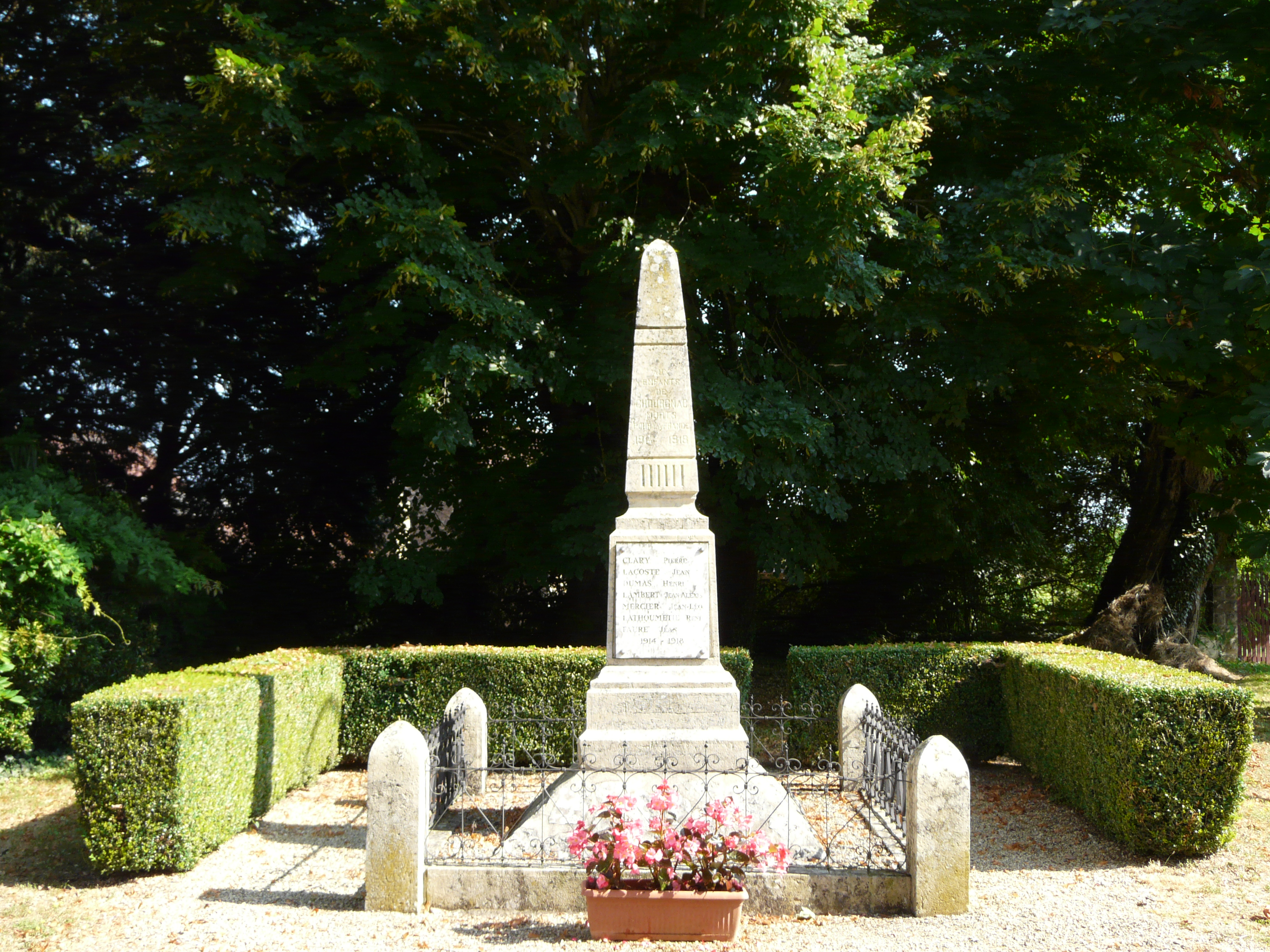
Военный мемориал